# 正親町三條秀子
正親町三条秀子（おおぎまちさんじょう ひでこ，1311年—1353年1月12日），南北朝時代、室町時代女性。光严天皇的典侍，崇光天皇、後光严天皇的生母，父内大臣正親町三条公秀，准三宮。院号陽禄門院。
应長元年出生，延元二年（1337年）三月叙任从三位。正平七年（1352年）十月，院号宣下，同時准三宮，同年出家，十一月廿八日以42岁薨逝。